# Remo D'Souza
Remo D'Souza, nato Ramesh Gopi (Bangalore, 2 aprile 1974), è un coreografo, regista e attore indiano.

## Filmografia parziale

### Coreografo
- 1995 Bollywood Dreams
- 2000 Dil Pe Mat Le Yaar
- 2001 Tum Bin
- 2001 Ehsaas: The Feeling
- 2002 Pitaah
- 2002 Aankhen
- 2002 Chhal
- 2002 Road, regia di Rajat Mukherjee
- 2002 Yeh Kya Ho Raha Hai?
- 2002 Kaante
- 2002 Saathiya
- 2003 Aapko Pehle Bhi Kahin Dekha Hai
- 2003 Stumped
- 2003 Qayamat: City Under Threat
- 2003 Janashen
- 2003 Mumbai Matinee
- 2003 Tehzeeb
- 2003 Wrong Number
- 2003 Chameli
- 2004 Meenaxi: A Tale of Three Cities
- 2004 Bardaasht
- 2004 Asambhav
- 2004 Dhoom
- 2004 Popcorn Khao! Mast Ho Jao
- 2004 Daag - Shades of Love
- 2005 Shabd
- 2005 Lucky: No Time for Love
- 2005 Naam Gum Jaayega
- 2005 Waqt: The Race Against Time
- 2005 Jo Bole So Nihaal
- 2005 Chocolate
- 2005 Koi Aap Sa
- 2005 Ek Khiladi Ek Haseena
- 2005 Apaharan
- 2006 Aksar
- 2006 Fight Club - Members Only
- 2006 36 China Town
- 2006 Ankahee
- 2006 Alag: He Is Different.... He Is Alone...
- 2006 Bas Ek Pal
- 2006 Anthony Kaun Hai?
- 2006 Jaane Hoga Kya
- 2006 Dil Diya Hai
- 2006 Pyaar Ke Side Effects
- 2006 Rocky - The Rebel
- 2006 Hota Hai Dil Pyaar Mein Paagal
- 2006 Apna Sapna Money Money
- 2006 Aryan
- 2006 Tom, Dick, and Harry
- 2007 Marigold
- 2007 Just Married
- 2007 Delhii Heights
- 2007 Good Boy, Bad Boy
- 2007 The Train
- 2007 MP3: Mera Pehla Pehla Pyaar
- 2007 Awarapan
- 2007 Cash
- 2007 Darling
- 2007 Chhodon Naa Yaar
- 2007 Speed
- 2007 Main Rony Aur Jony
- 2008 Mithya
- 2008 Singh Is Kinng
- 2008 Bhoothnath
- 2008 De Taali
- 2008 Mission Istaanbul
- 2008 Ugly Aur Pagli
- 2008 Rock On!!
- 2008 Hijack
- 2008 Kidnap
- 2008 Sorry Bhai!
- 2008 Maharathi
- 2009 The Stoneman Murders
- 2009 Kal Kissne Dekha
- 2009 London Dreams
- 2009 Mr. Fraud
- 2010 Enthiran
- 2011 Patiala House
- 2011 F.A.L.T.U
- 2011 Pyaar Ka Punchnama
- 2011 Kucch Luv Jaisaa
- 2011 Bbuddah... Hoga Terra Baap
- 2011 Stand By
- 2011 Love Breakups Zindagi
- 2011 Loot
- 2012 Student of the Year
- 2013 ABCD: Any Body Can Dance
- 2013 Zila Ghaziabad
- 2013 Aurangzeb
- 2013 Besharam
- 2013 Krrish 3
- 2013 Gori Tere Pyaar Mein
- 2013 Yeh Jawaani Hai Deewani
- 2014 Dedh Ishqiya
- 2014 2 States
- 2014 Jai Ho
- 2014 Entertainment
- 2014 O Teri
- 2014 Familywala
- 2015 Tevar
- 2015 ABCD 2
- 2015 Bajrangi Bhaijaan
- 2015 Bajirao Mastani
- 2015 Dilwale
- 2016 A Flying Jatt
- 2018 Race 3
- 2018 Zero
- 2019 Kalank
- 2019 Student of the Year 2
- 2020 Street Dancer 3D

### Regista
- Lal Pahare'r Katha (2007)
- F.A.L.T.U (2011)
- ABCD: Any Body Can Dance (2013)
- ABCD 2 (2015)
- Race 3 (2018)
- Street Dancer 3D (2020)

### Attore
- Pardes, regia di Subhash Ghai (1997)
- Aflatoon, regia di Guddu Dhanoa (1997)
- Meenaxi: Tale of Three Cities, regia di M. F. Husain (2004)
- Entertainment, regia di Sajid-Farhad (2014)
- Zero, regia di Aanand L. Rai (2018)

## Televisione
- Dance India Dance (2009; 2011)
- 'Jhalak Dikhhla Jaa 4 (2010)
- Dance India Dance Doubles (2010)
- Dance Ke Superstars (2011)
- Jhalak Dikhhla Jaa 5 (2012)
- Comedy Circus Ke Ajoobe 2012)
- Nach Baliye 5 (2012)
- Jhalak Dikhhla Jaa 6 (2013)
- Jhalak Dikhhla Jaa 7 (2014)
- Dance Plus (2015)
- Dance Plus 2 (2016)
- Dance Plus 3 (2017)
- Dance Champions (2017)
- Dance Plus 4 (2018)
- Dance Plus 5 (2019)
- Bigg Boss 13 (2019)
- India's Best Dancer (2020)
- The Kapil Sharma Show (2020)
- Bigg Boss 14 (2020)

## Premi
- National Film Awards
  - 2016: "Best Choreography" (Deewani Mastani da Bajirao Mastani)
  - 2020: "Best Choreography" (Ghar More Pardesiya da Kalank)
- International Indian Film Academy Awards
  - 2014: "Best Choreography" (Badtameez Dil da Yeh Jawaani Hai Deewani)
  - 2016: "Best Choreography" (Deewani Mastani da Bajirao Mastani)
- Producer's Guild Film Awards
  - 2014: "Best Choreography" (Badtameez Dil da Yeh Jawaani Hai Deewani); "Best Choreography" (Balam Pichkari da Yeh Jawaani Hai Deewani)
  - 2016: "Best Choreography" (Pinga da Bajirao Mastani)
- Screen Awards
  - 2014: "Best Choreography" (Badtameez Dil da Yeh Jawaani Hai Deewani)
  - 2016: "Best Choreography" (Sunn Saathiya)
- Zee Cine Awards
  - 2014: "Best Choreography" (Badtameez Dil da Yeh Jawaani Hai Deewani)
- BIG Star Entertainment Awards
  - 2016: "Most Entertaining Social Film" (Anybody Can Dance 2)
- Stardust Awards
  - 2016: "Best Choreography" (per ABCD 2)
- Vijay Awards
  - 2011: "Best Find of the Year" (Enthiran)